# Családi összeesküvés
A Családi összeesküvés (eredeti cím: Family Plot) 1976-ban bemutatott amerikai bűnügyi filmvígjáték, amelyet Alfred Hitchcock rendezett. Ez a film volt Hitchcock utolsó filmje. A története egy bűnözővé lett eltűnt örökös megtalálása körül bonyolódik.

## Cselekmény
|  | Alább a cselekmény részletei következnek! |

Blanche Tyler egy szélhámos jósnő, akinek legutóbbi hiszékeny ügyfele, egy gazdag, idős hölgy visszautasíthatatlan ajánlatot tesz: szeretné a vagyonát a negyven éve nem látott unokaöccsére hagyni, aki törvénytelen kapcsolatból származott, ezért annak idején a botrányt elkerülendő hamar örökbe adták, és szinte el is felejtették a létezését. Az asszony a bűntudattól vezérelve ezzel a tettel szeretné jóvátenni a múltbéli hibát, és az örökös felkutatásáért tízezer dollárt is fizetne. A jósnő kapva kap a lehetőségen és hamar ráállítja az ügyre a taxisofőr barátját, George Lumley-t, hogy derítse ki mi történt az Edward Shoebridge nevű fiúval. Eközben kiderül, hogy Shoebridge már Arthur Adamson néven éli látszólag tisztes életét, aki emberrablásokkal és zsarolásokkal tesz szert „némi mellékesre” a barátnőjével, épp ezért nem örül, mikor rájön, hogy Lumley és jósnő élettársa nyomozgat utána. A helyzettel szembesülve a férfi azon gondolkodik hogyan tehetné el az útból a tébláboló párocskát, főleg miután épp egy újabb rablás kellős közepén van.

## Szereplők
| Színész            | Szerep              | Magyar hang       |
| ------------------ | ------------------- | ----------------- |
| Barbara Harris     | Blanche Tyler       | Kovács Nóra       |
| Bruce Dern         | George Lumley       | Tordy Géza        |
| William Devane     | Arthur Adamson      | Mécs Károly       |
| Karen Black        | Fran                | Szegedi Erika     |
| Ed Lauter          | Joseph P. Maloney   | Gruber Hugó       |
| Cathleen Nesbitt   | Julia Rainbird      | Pártos Erzsi      |
| Katherine Helmond  | Mrs. Maloney        | Örkényi Éva       |
| Edith Atwater      | Mrs. Clay           | Dallos Szilvia    |
| William Prince     | Wood püspök         | Suka Sándor       |
| Nicholas Colasanto | Constantine         | Inke László       |
| Marge Redmond      | Mrs. Vera Hannagan  | Mednyánszky Ági   |
| John Lehne         | Andy Bush           | Dobránszky Zoltán |
| Charles Tyner      | Wheeler, a kőfaragó | Versényi László   |
| Alexander Lockwood | Pap a temetésen     | Izsóf Vilmos      |
| Alan Fudge         | Helikopterpilóta    | Kiss Gábor        |
| John Steadman      | Temetőgondnok       | Komlós András     |
| Fran Ryan          | Ügyintéző           | Schubert Éva      |